# مالكولم نولز
مالكولم شيبرد نولز (بالإنجليزية: Malcolm Knowles) (24 أغسطس 1913 - 27 نوفمبر 1997) مربي أمريكي للكبار اشتهر باعتماد نظرية انرغوجي، وهو مصطلح ابتدعه المعلم الألماني الكسندر كاب. يعود الفضل لنولز لأثره الأساسي في تطوير نظرية التعلم الإنساني واستخدام عقود المتعلم أو خطط لتوجيه تجربة التعلم.
ولد في مونتانا وكان في صغره فردا كشفيا متحمس. انتقلت العائلة إلى غرب بالم بيتش في فلوريدا وتخرج من ثانوية بالم بيتش في عام 1930. حصل على منحة دراسية من جامعة هارفارد حيث تخرج حائزا على درجة البكالوريوس في عام 1934. بعد ذلك بوقت قصير، عمل في الإدارة الوطنية للشباب في ولاية ماساشوستس، وكان متزوجا من هولدا فورنيل التي التقى بها أثناء دراسته في جامعة هارفارد. في عام 1940، تولى منصب مدير تعليم الكبار في جمعية الشبان المسيحية في بوسطن حتى استدعي للخدمة في الجندية في القوات البحرية للولايات المتحدة في عام 1943. انتقل عام 1946 إلى شيكاغو للعمل كمديرا لتعليم الكبار في جمعية الشبان المسيحية في حين تابع دراسته للحصول على درجة الماجستير في جامعة شيكاغو، والذي حصل عليها في عام 1949. بين عامي 1951 و1959 شغل منصب المدير التنفيذي لرابطة تعليم الكبار في الولايات المتحدة الأمريكية وتابع دراسته للحصول على درجة الدكتوراه في جامعة شيكاغو. في عام 1959، قبل تعيينه كعضو هيئة التدريس في جامعة بوسطن وأستاذ مشارك في تعليم الكبار مع الحيازة. وأمضى هناك 14 عاما. وأصبح عضوا في كلية التربية في جامعة ولاية كارولينا الشمالية في عام 1974 لاستكمال الأربع سنوات المتبقية من العمل الأكاديمي قبل التقاعد.، وبقي نشطا في هذا المجال حتى بعد تقاعده في عام 1990. درس في جامعة فيلدينغ للدراسات العليا في سانتا باربرا، كاليفورنيا والتي تقدم شهادات في علم النفس السريري وفي جامعة ولاية اركنسو.

## منشوراته
ألف خلال مسيرته أكثر من 230 مقال و 18 كتاب منها:
- 1955: كيفية تطوير قادة أفضل: مع ونولز هـ، نيويورك : أسوشيتد برس.
- 1959: مقدمة لديناميات الجماعة: شيكاغو : نقابة الصحافة. * 1972 الطبعة المنقحة التي نشرتها نيويورك : كتب كامبردج.
- 1968: الاندروغجي، وليس البداغوجي، القيادة للكبار، 16 (10)، 350-352، 386.
- 1973: المتعلم الكبار : والأنواع المهملة . هيوستن : شركة الخليج للنشر. الطبعة المنقحة عام 1990.
- 1975: ذاتيي التعلم: دليل للمتعلمين والمعلمين. إنجليوود كليفس: برنتيس هول/كامبردج.
- 1977: حركة تعليم الكبار في الولايات المتحدة. مالابار، فلوريدا: كريجر.
- 1980: ''الممارسة الحديثة لتعليم الكبار: من البداغوجي للأندراغوجي. إنجليوود كليفس : برنتيس هول / كامبردج.
- 1984: الاندراغوجي في العمل: تطبيق المبادئ الحديثة لتعليم الكبار. سان فرانسيسكو : جوسي-البس.
- 1986: استخدام عقود التعلم. سان فرانسيسكو : جوسي البس.
- 1989: صناعة مربي الكبار : رحلة سيرتها الذاتية. سان فرانسيسكو : Jossey البص.

## الروابط الخارجية
- سميث، عضو الكنيست (2002). مالكولم نولز، تعليم كبار غير رسمي، الاتجاه الذاتي والاندراغوجي، موسوعة التعليم الغير رسمي، www.infed.org/knowl.htm / المفكرين وآخرون
- سيرة مالكولم نولز الذاتية لديبورا فيوريني(2003) نسخة محفوظة 8 فبراير 2006 على موقع واي باك مشين.